# Ferdinando Sanfelice
Ferdinando Sanfelice ( Nápoles, 18 de febrero de  1675 - Nápoles, 1 de abril de  1748 ) fue un arquitecto, pintor y noble  italiano de la época barroca, activo en Nápoles, Nardò y Salerno a principios del siglo XVIII. Ferdinando Sanfelice fue uno de los arquitectos más creativos del siglo XVIII napolitano, famoso sobre todo por las monumentales escaleras abiertas que construyó.

## Biografía
La principal fuente de información sobre su vida es la biografía escrita por su amigo Bernardo De Dominici y publicada en 1745, cuando el arquitecto aún vivía. El pintor e historiador del arte  Bernardo De Dominici describió la figura de Sanfelice: «Es nuestro Sanfelice de alta estatura, de complexión robusta y proporcionada, de color blanco, ojos negros, cabello rubio».

### La formación

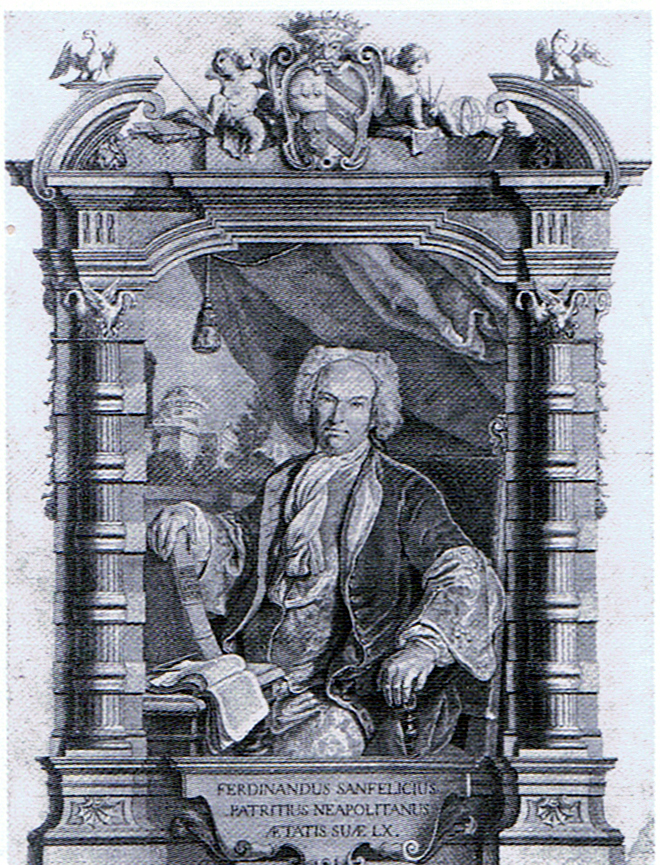
Ferdinando Sanfelice en 1735, a la edad de sesenta años. Probable retrato de Solimena

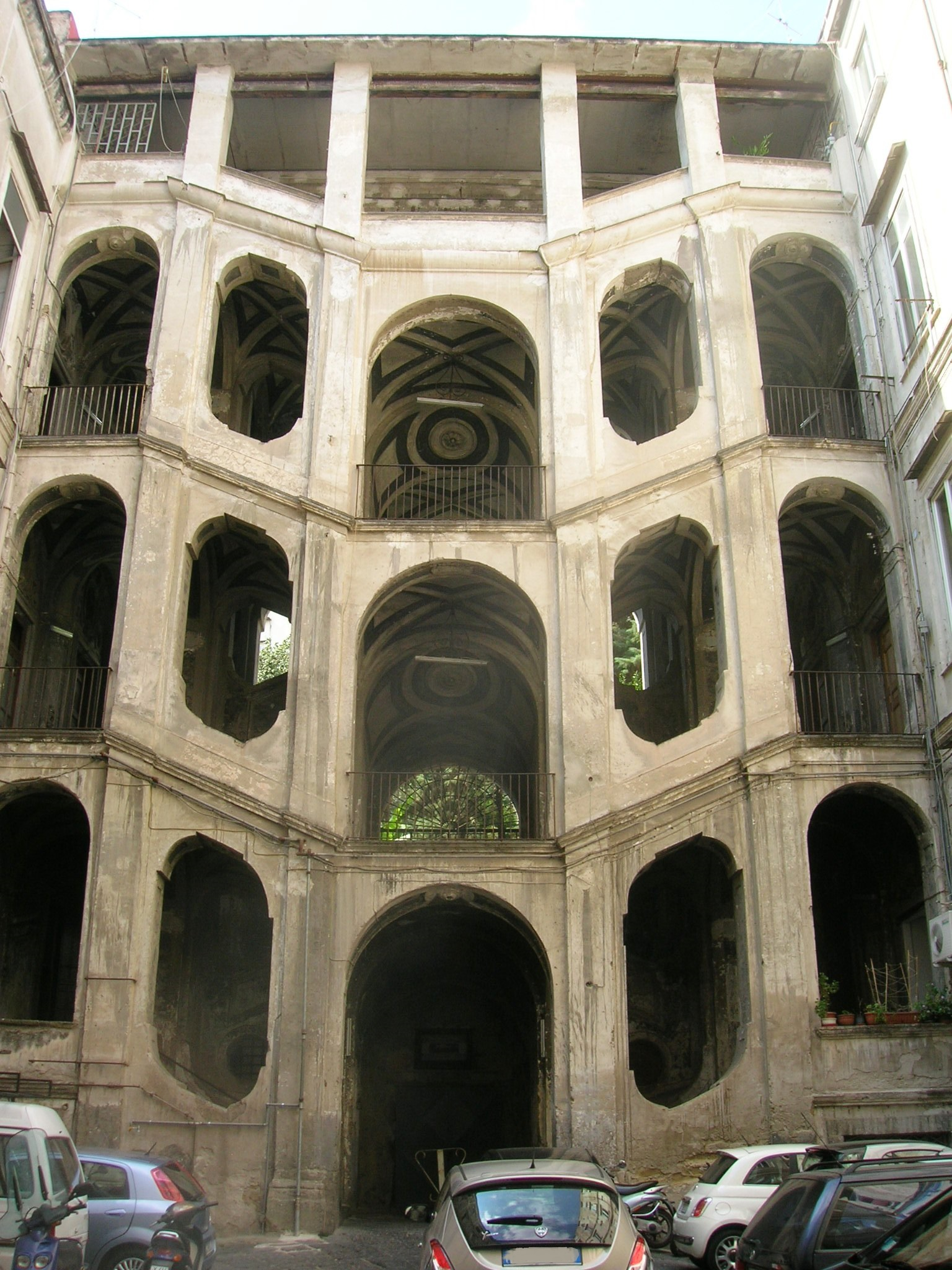
Palacio Sanfelice, escalera

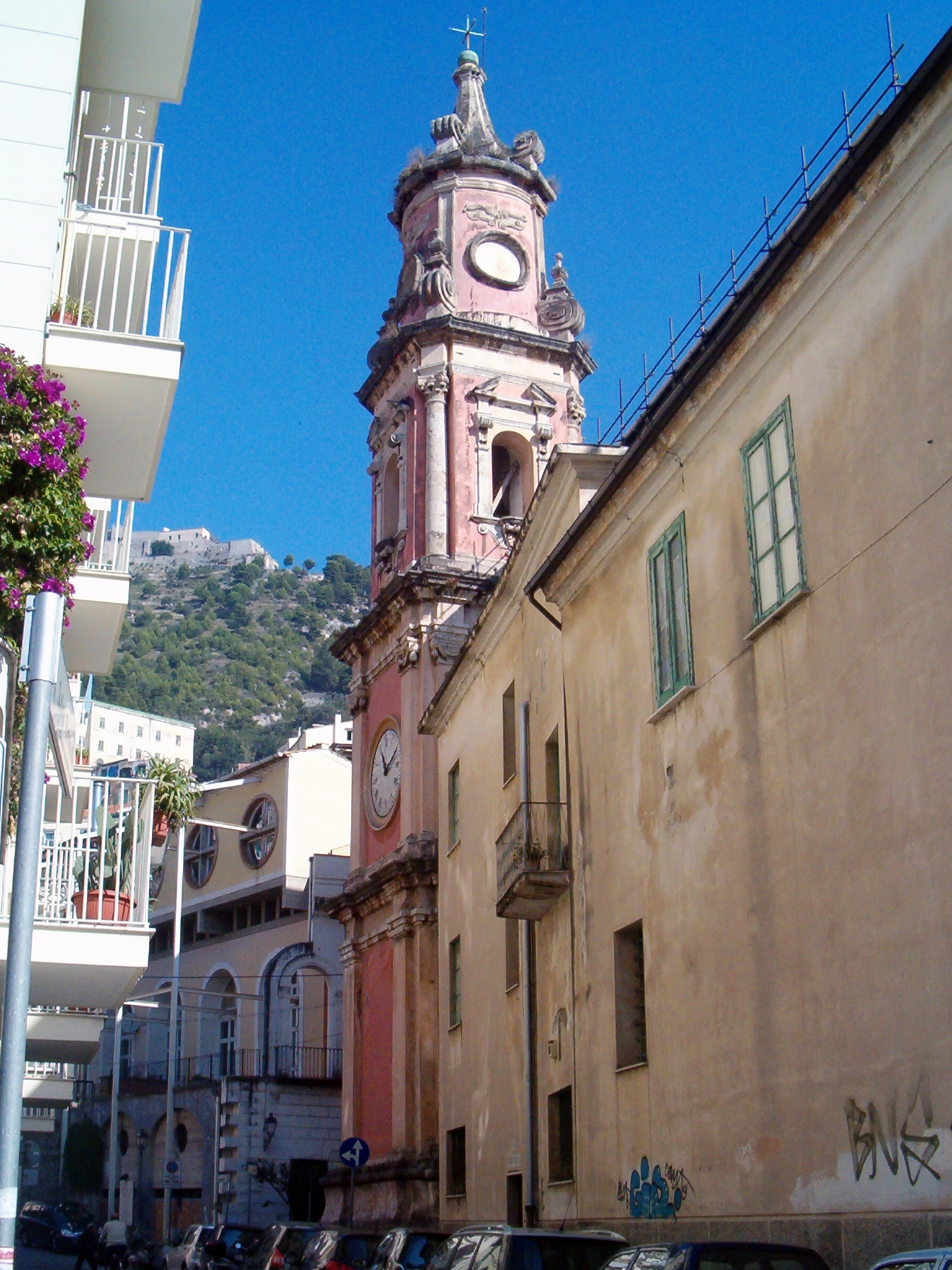
Campanile de la Annunziata en Salerno

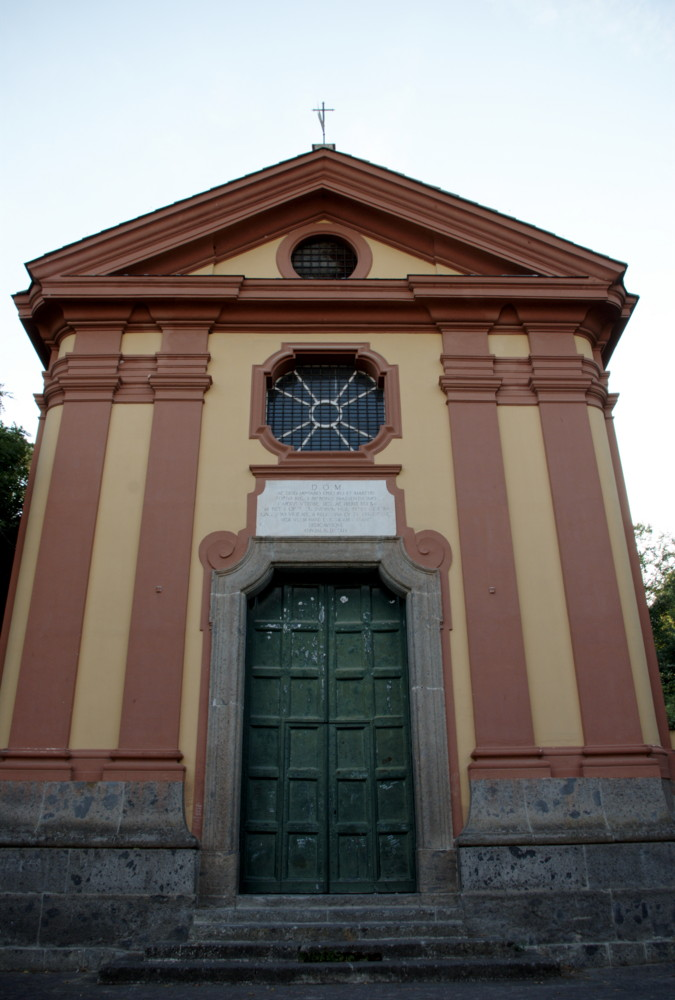
La fachada de la iglesia de San Gennaro en Capodimonte

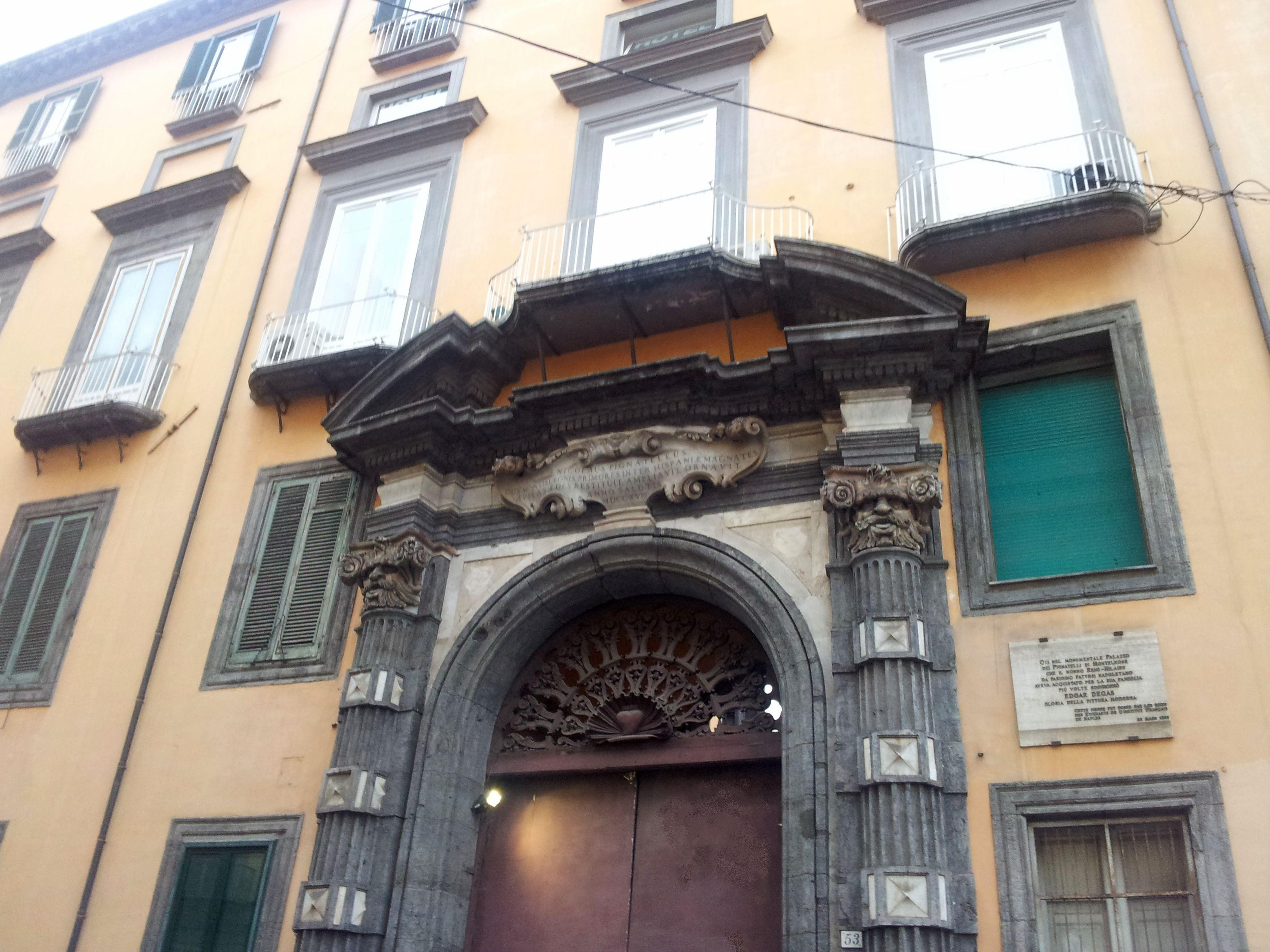
El portal del palacio Pignatelli di Monteleone

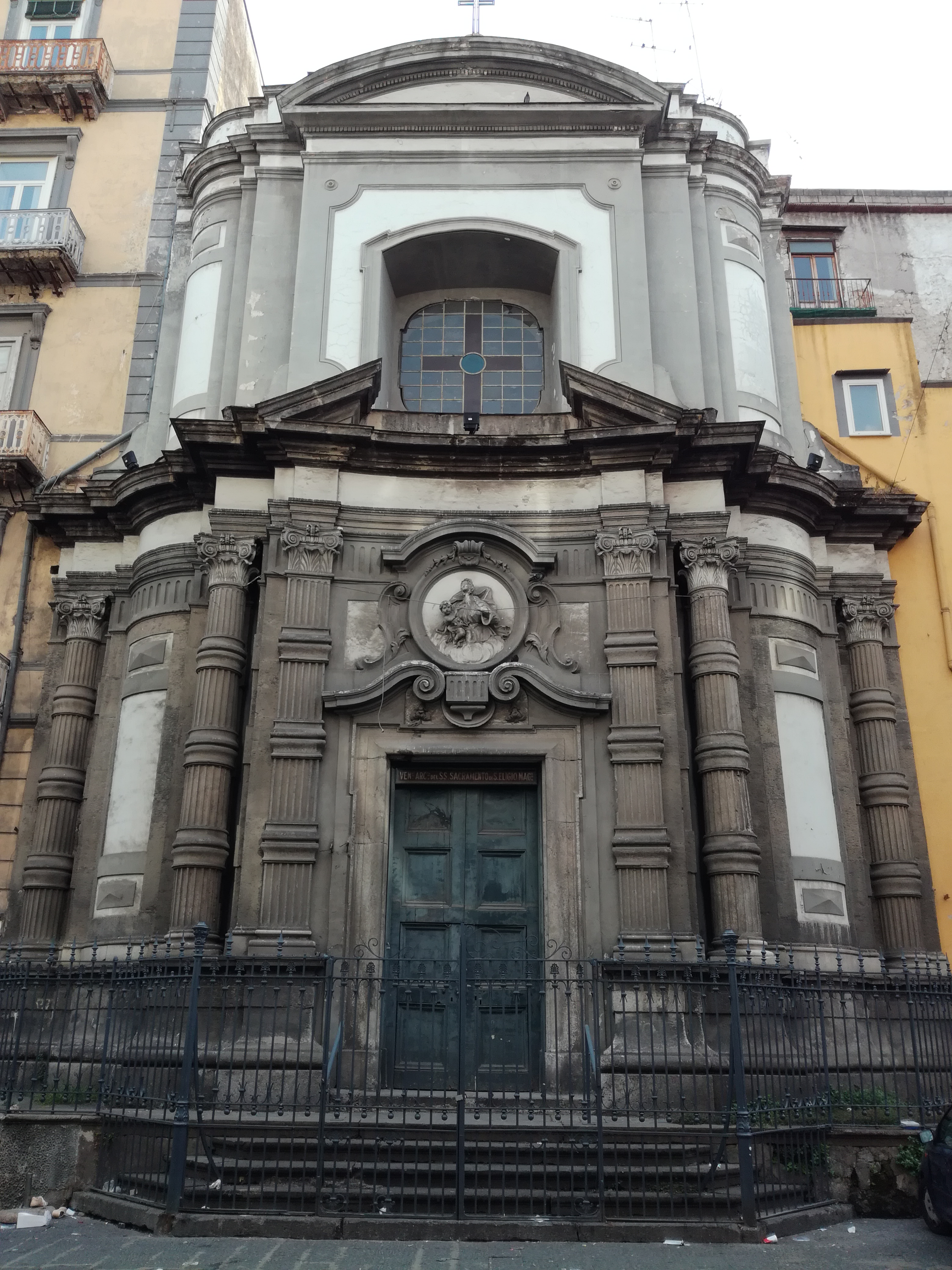
La fachada de la iglesia Succurre Miseris ai Vergini: el segunda orden se completó apresuradamente en un momento posterior

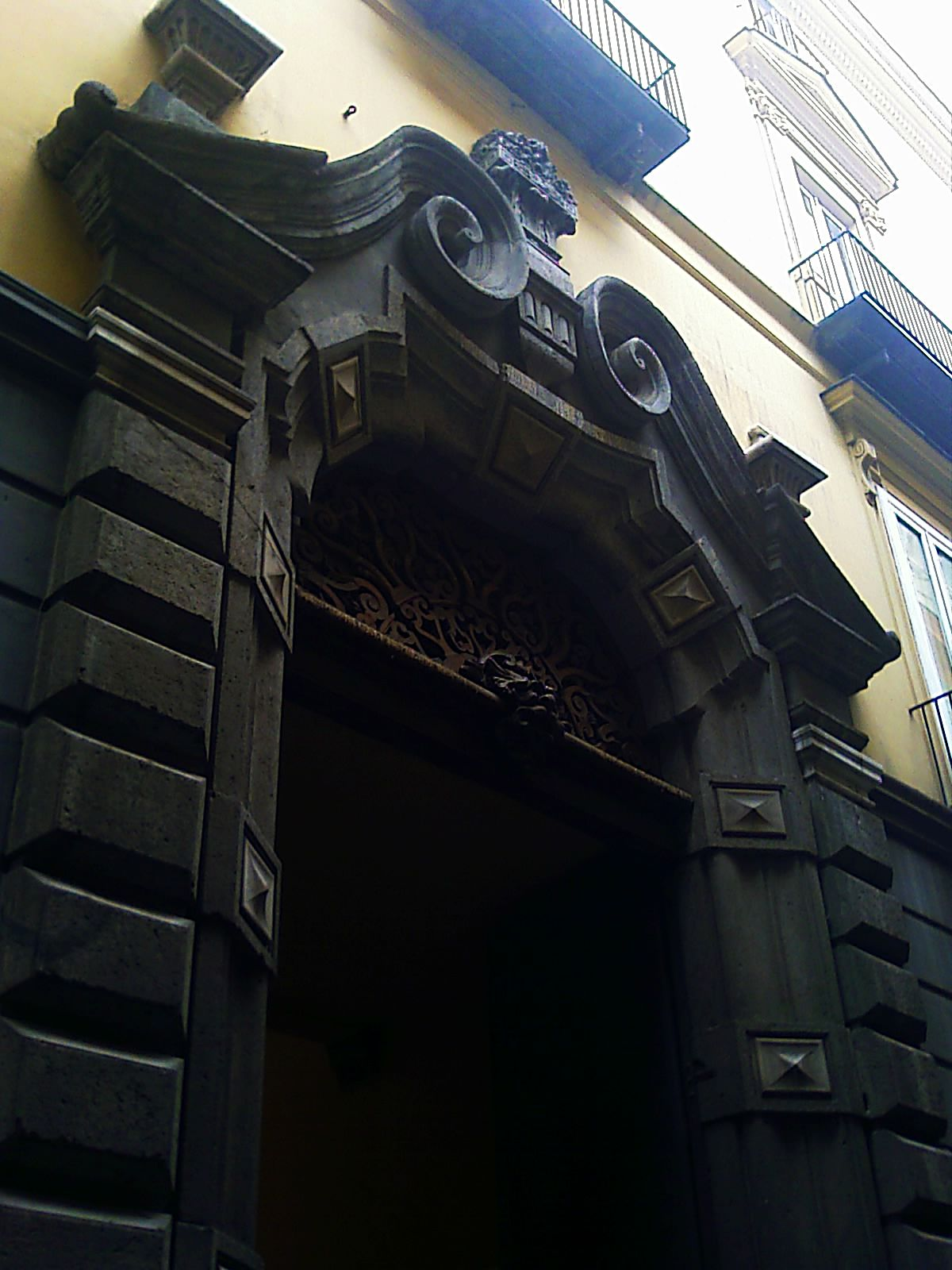
Portal del palacio Filomarino

Ferdinando Sanfelice da Camillo nació el 18 de febrero de 1675, miembro de la conocida familia Sanfelice, y de Ippolita Moccia. Ferdinando fue su séptimo hijo y desde niño se sintió atraído por las artes mecánicas. Bernardo De Dominici informa además que Ferdinando: «Desde niño fue un enamorado de las artes por lo que al hacer belenes de frutas de cera ejecutados con tanta exquisitez que asombraba a todo el que los veía y bordando a sus hermanas en casa se puso a bordar con ellas y la belleza de la obra los sobrepasó y dándoles la regla de sombrear bien las flores ya los siete años pintó un desván de papel en su villa de Ottajano...». Su padre Camilo encaminó a su hijo hacia los estudios jurídicos y humanísticos. La misma fuente revela una personalidad muy perspicaz: «Y habiéndose aplicado a las letras en sus primeros años fue admirado por un alto ingenio dando esperanzas de lograrlo. de literatos de su época habiendo aprendido en poco tiempo la lengua latina y griega y habiendo completado sus estudios de filosofía, matemáticas y derecho y superando siempre a sus condiscípulos, se deleitaba tanto en la poesía italiana como latina, viendo sus composiciones impresas en varias colecciones.» Sin embargo, no abandonó sus estudios, que continuó bajo la dirección de Carlo Majelli, profesor de filosofía, y de Luca Antonio Porzio y Antonio di Monforte, ambos matemáticos.
En 1691 murió su padre Camilo y su hermano Antonio (Nápoles, 2 de julio de 1659 - Nardò, 1 de enero de 1736) recibió el encargo de educarle. Gracias a su hermano, Ferdinando se acercó aún más a la arquitectura por el patrocinio de la restauración de la basílica de Santa Restituta querida por los canónigos Sanfelice, Corcione, Matina y Carlo Celano y encomendada a Arcangelo Guglielmelli, Lorenzo Vaccaro y Bartolomeo Ghetti. En el mismo año Antonio también mostró a Francesco Solimena varios cuadros del joven, haciendo entrar a Ferdinando en el séquito de Solimena.
En 1698 se casó con Agata Ravaschieri, la pareja tuvo trece hijos de los cuales sólo sobrevivieron tres: Camillo, Agnese (monja del monasterio de Donnalbina) y Fortunata. En 1700 pintó un retablo para la iglesia de San Carlo all'Arena.

### Los inicios
El primer encargo fue la construcción, en 1701, de la Castellana erigida en la real capilla  del Tesoro  de San Genaro para los funerales de Carlos II de España. En el mismo año comenzó a trabajar para los Diputados de la Capilla del Tesoro de San Gennaro haciendo máquinas de fiesta para la festividad de San Gennaro el 19 de septiembre y de los Elegidos de la Ciudad de Nápoles recibió el encargo de reordenar el Santuario de San Gennaro en la Solfatara, junto a Lorenzo Vaccaro.
Fue elegido como representante y revisor en varios cargos públicos y en 1706 diseñó los piperni del palacio Capuano   y desde 1705 trabajó en la iglesia de San Giovanni a Carbonara con la construcción de la escalinata en 1708. En el mismo período de tiempo diseñó los estucos y el altar de la iglesia de la Redenzione dei Cattivi con la participación de Domenico Antonio Vaccaro en la construcción del altar.
De 1707 a 1709 se ocupó de la restructuración del palacio Ravaschieri de Satriano y en 1708 publicó  Parere di D. Ferdinando Sanfelice circa il riparo da darsi alla cupola della cappella del Tesoro di S. Gennaro [Parecer de D. Ferdinando Sanfelice sobre la reparación que se daría a la cúpula de la capilla del Tesoro de S. Gennaro] y en 1709 completaba el Edículo de San Gennaro  en la iglesia de Santa Caterina en Formiello con la participación de los escultores Lorenzo e Domenico Antonio Vaccaro.

### La madurez artística y las experiencias de Nardò y Salerno
De 1709 a 1716 estuvo activo en el palacio de los duques de Casamassima, donde diseñó los adornos y una puerta de madera con incrustaciones hoy desaparecida, entre septiembre y octubre de 1710 diseñó un lavamanos y adornos de mármol en la Iglesia de Santa Maria della Misericordia a las Vírgenes, los altares de la Basílica de San Lorenzo Maggiore y la ampliación del portal del Palacio Staibano al vico Purgatorio ad Arco. En 1711 fue significativa su intervención en la catedral de Amalfi. A partir de 1711, diseñó la Villa d'Elboeuf para el príncipe Emmanuel Mauricio de Lorena en Portici. Durante la construcción del "Pabellón de Verano" en Resina, ahora Ercolano (NA), un campesino que cavaba un pozo artesiano descubrió los primeros restos de la ciudad enterrada de Herculano y el príncipe compró el pozo y y embellece su villa en construcción con los hallazgos encontrados. Más tarde (1738) la villa se incorporó al parque del nuevo reggia di Portici. En 1713 diseñó las decoraciones del Palacio Petra, que pertenecía a Nicola Petra, y en 1714 fue el autor de las capillas de San Nicola di Bari y de San Gaetano en la Iglesia de los Santos Apóstoles .Su hermano Antonio fue nombrado obispo de Nardò el 28 de agosto de 1707 y Ferdinando estuvo activo en la ciudad de Apulia desde 1710; en 1714 trabajó en la Basílica Catedral de Santa Maria Assunta donde diseñó la iglesia en su conjunto, en el convento de la Iglesia de San Domenico , en la Iglesia de Santa Chiara  y en la Iglesia de Santa Maria della Purità . En esta última iglesia las reminiscencias de Borromini se hacen sentir en la composición de la fachada. En la Iglesia de San Trifone  ejecutó un lienzo que representa a San Gregorio Armeno.
En 1715 diseñó los ornamentos para los techos del Palacio Ischitella y en el mismo año supervisó el trabajo de la capilla de la Inmaculada Concepción en la Iglesia de los Santos Apóstoles, la capilla se configura especularmente a la capilla de los Filomarino de Borromini. En 1717 realizó el pavimento  y la balaustrada del presbiterio de la iglesia de San Giorgio dei Genovesi y diseñó un techo para el palacio Casamassima.
En 1718, por disposiciones solicitadas por Giovan Battista Ravaschieri regente de Roccapiemonte, se construyó la iglesia de la Beata Vergine dei Sette Dolori y al mismo tiempo comenzaron las obras de renovación del palacio Serra di Cassano en Pizzofalcone. En 1718 preparó los dibujos para el Cappellone della Pentecoste (o Lembo) en la catedral de Salerno, en cuya ejecución participaron Francesco Solimena, Francesco De Mura y Matteo Bottiglieri. En Salerno permaneció hasta los años 1730 con la construcción del campanile de la Iglesia de la Santissima Annunziata, del palacio de Avossa y del palacio  Conforti, así como la reestructuración radical de la Iglesia de San Giorgio y del  Duomo. Alrededor de 1720 se inició el trabajo en el Palacio Palmarice, donde Paolo De Matteis ejecutó posteriormente varios lienzos para la Galleria del Principe, de la Iglesia de Santa Maria Succurre Miseris ai Vergini y del Palacio Pignatelli di Monteleone,  en cuya construcción  participaron Andrea y Nicola Tagliacozzi Canale.
La Castellana construida para el funeral de Eleonora de Neoburgo, emperatriz y consorte del emperador Leopoldo I de Habsburgo, data de 1720 y diseñó la iglesia de Santa Chiara en Nola. En 1726 trabajó en las decoraciones del Palazzo di Majo y contemporáneamente  continuaron las obras del propio palacio de su familia, el Palazzo Sanfelice, que se iniciaron en 1724 y que terminarán dos años después, en 1728. Además, en ese período también se llevaron a cabo las obras de consolidación y renovación de la iglesia de Santa Maria Donnalbina y de la villa Giannone a Due Porte. En  1731 diseñó la Castellana para el jurisconsulto napolitano Gaetano Argento en la capilla familiar construida según un diseño de Sanfelice ya en 1719 en la Iglesia de San Giovanni a Carbonara. En noviembre de 1731 se completó el portal del palacio Filomarino. Al año siguiente diseñó, para el convento de San Giovanni a Carbonara, la biblioteca de planta en estrella en una torre de las murallas aragonesas. De 1731 a 1734 construyó una iglesia en Ripabottoni, un pequeño pueblo de Molise no lejos de Lucito, cuyo marqués era su yerno.
Con un acta de 23 de mayo de 1734, se encarga del diseño de la fachada de la Basílica de San Lorenzo Maggiore para lla entrada de Carlos III de España en la ciudad y colabora con otros nobles de las familias Dentice y Caracciolo en la disposición de la estatua del dios Nilo. En 1737 diseñó y construyó la iglesia de Santa Maria della Consolazione en Villanova y la Iglesia de Santa Maria del Faro en Marechiaro probablemente data del mismo período. En 1738 fue operativo en la nueva familia real, se le encargó una fiesta para la boda de Carlos de Borbón en Largo di Castello. También en ese año, además, Sanfelice realizará la que quizás sea la obra más importante de su carrera y del panorama arquitectónico napolitano: el palazzo dello Spagnolo.  Para este edificio, el arquitecto napolitano consiguió dar una extraordinaria interpretación espacial y estilística, viendo el culmen de la obra concentrado en la escalera abierta al patio con «alas de halcón», distintas a las del palacio Sanfelice construido un unos años antes.
En 1740, junto con Tagliacozzi Canale y Fuga, organizó la gran feria para el nacimiento del primer hijo del rey. En esta ocasión, construyó una gran torre en forma de pagoda en el espacio abierto frente al palacio real, inspirándose en la moda generalizada de chinoiserie en ese momento. Desde 1741 fue director de las obras del Palazzo dell'Archivio agli Studi y diseñó el aparato efímero en la sala del trono del Palacio Real siguiendo la procesión oriental del enviado otomano Hagi Hussein Effendi. El altar de la Basílica de Santa Chiara data de 1742. Reestructuró el palacio Bonito all'Anticaglia cuya obra se completó en 1744.

### Últimos años
En 1744 diseñó la cona de mármol en la iglesia de la Iglesia de Santa Maria delle Grazie y la ejecutó el marmolista Domenico Astarita, padre del arquitecto ingeniero Giuseppe Astarita. El año siguiente está lleno de acontecimientos, murió su hermana Chiara, después su hermano Antonio en 1736, y también Domenico Antonio Vaccaro, su antagonista y amigo. En agosto de 1745 diseñó las tallas del coro de la iglesia de Santa Chiara en Nola y de la fachada de la iglesia de Santa Maria dei Vergini junto con Giuseppe Astarita. En 1746 diseñó las escenas de los paisajes arcadianos para el refectorio de la iglesia de San Giuseppe dei Ruffi realizada por el riggiolaio Gennaro Chiajese.
Con Martino Buonocore, Nicola Tagliacozzi Canale y Antonio Canevaridiseñó la reja exterior de la Basílica del Espíritu Santo y al mismo tiempo, junto con Luca y Bartolomeo Vecchione, la cancela de la capilla de Santa Candida en la iglesia de Sant'Angelo en Nilo. Trabajó en la bosque de Capodimonte en la construcción del edificio de la fábrica de porcelana. En 1747 murió su maestro Francesco Solimena y erigió la iglesia de San Gennaro en el bosque de Capodimonte. Los últimos encargos fueron las obras de Villa Durante en Herculano, del duque de Girifalco y de la reconstrucción del Palacio Cassano Ayerbo D'Aragona.
Sanfelice murió el 1 de abril de 1748 y tres días después su hijo Camillo organizó la Castellana, construida por Giovanni Grieco, bajo la dirección de Giuseppe Astarita que completó las fábricas que dejó incompletas Sanfelice.

### Hechos anecdóticos
- Debido a las estructuras extremadamente delgadas que construyó y aparentemente destinadas a colapsar, el Sanfelice fue llamado popularmente "Lievat'a'sott" (traducción: ."Togliti da sotto", "Salir de debajo").
- Descendiente de nobles, heredó el marquesado de Torricella, el principado de Viggiano y los ducados de Acquavella y Bagnoli.[6]
- En Melito di Napoli tenía una granja con cinco mil cerdos negros y una fábrica de amianto. El complejo productivo de Sanfelice bordeaba con unos monjes que estaban molestos por el excesivo olor. Estos monjes hicieron las paces con el noble que admitió que la fábrica de amianto apestaba y contaminaba el medio ambiente considerablemente. Además, el mismo Sanfelice creía que el amianto también era tóxico, pero se equivocaba cuando hablaba mal de los monjes, diciendo que los cerdos no contaminaban el medio ambiente.[7]
- A escasos metros de su palacio hay un callejón que, hasta hace poco tiempo, la toponimia municipal denominaba como  Vico San Felice  en alusión al santo. El 18 de febrero de 2011, en el aniversario del nacimiento del arquitecto, se rectificó en Vico Ferdinando Sanfelice.